# NGC 6865
NGC 6865 (również PGC 64089) – galaktyka soczewkowata (S0), znajdująca się w gwiazdozbiorze Orła. Odkrył ją 28 czerwca 1863 roku Albert Marth.